# 殺人者の顔
『殺人者の顔』（さつじんしゃのかお、Mördare utan ansikte）は、ヘニング・マンケル著によるスウェーデンの警察小説「クルト・ヴァランダー・シリーズ」の第1作である。第1回ガラスの鍵賞を受賞している。

## あらすじ
1990年1月8日、スウェーデン南部のスコーネ地方、レンナルプ村に住む老夫婦が何者かに襲われた。隣人の通報によりイースタッド警察署のクルト・ヴァランダーらが到着すると夫は既に死亡し、妻は瀕死の状態であった。強盗の仕業と思われたが負った傷の状態から両者共に拷問を受けており、奪われた物も不明であった。目ぼしい財産を持っていそうにない田舎に住む老夫婦に犯行の動機となりえるものがあるとは思えない中、重傷を負った老婦人が「外国の…」と言い残し死亡した。
被害者を縛っていた縄の特徴ある縛り方と外国人という手掛かりで捜査を進めようとした矢先、どこからか捜査情報が漏れ、ニュースで犯人が外国人らしいと報道されてしまった。国外から流入する外国人との軋轢を抱える社会情勢を知るヴァランダーらは、不安な思いを抱えながらも捜査を続けた。
知られていなかった被害者の1面に関する情報提供があり、その背後関係を調べている最中に移民の収容所が放火され、更にはソマリアから来た移民の1人が射殺されるという事件が発生した。

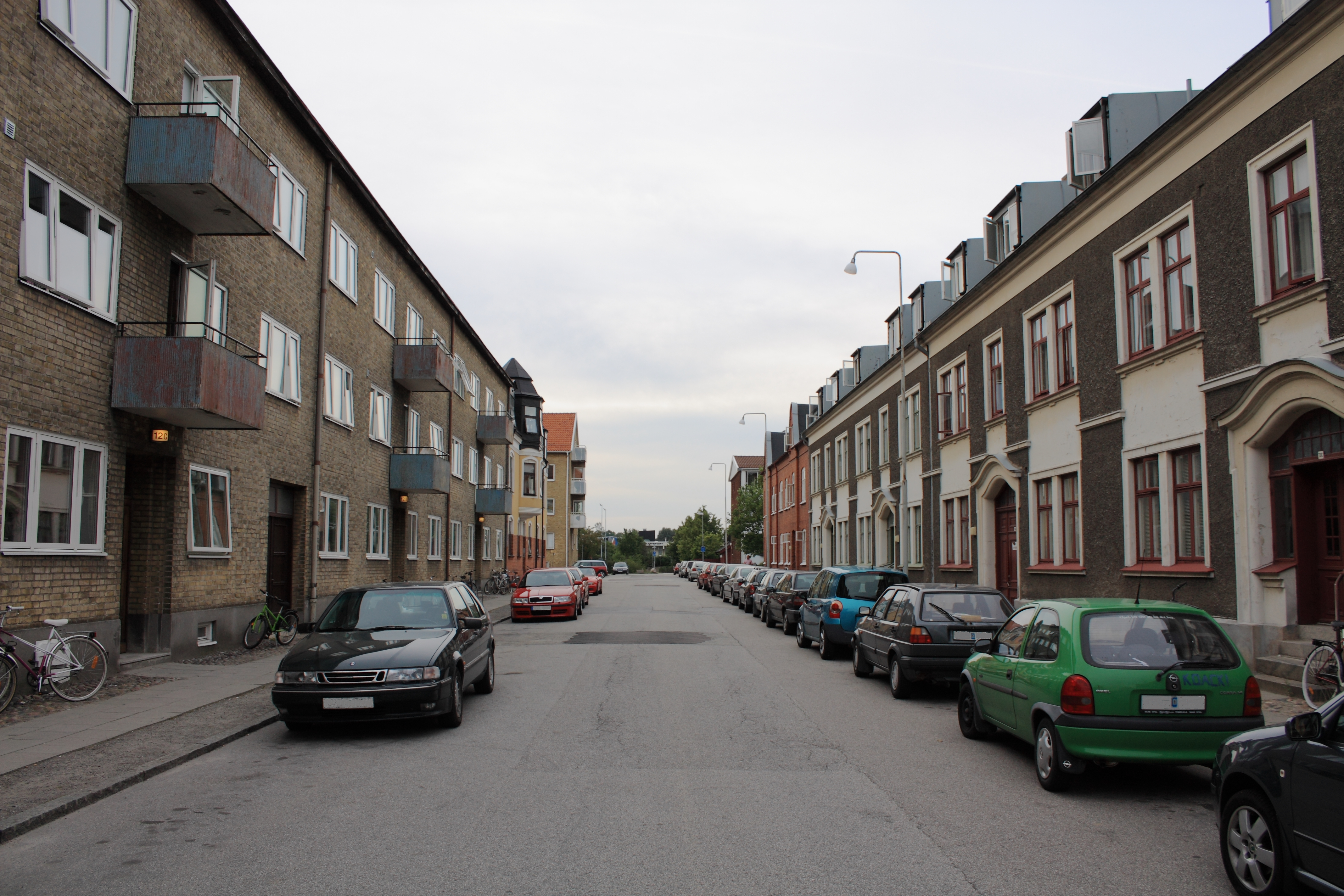
イースタッドのマリア・ガータン
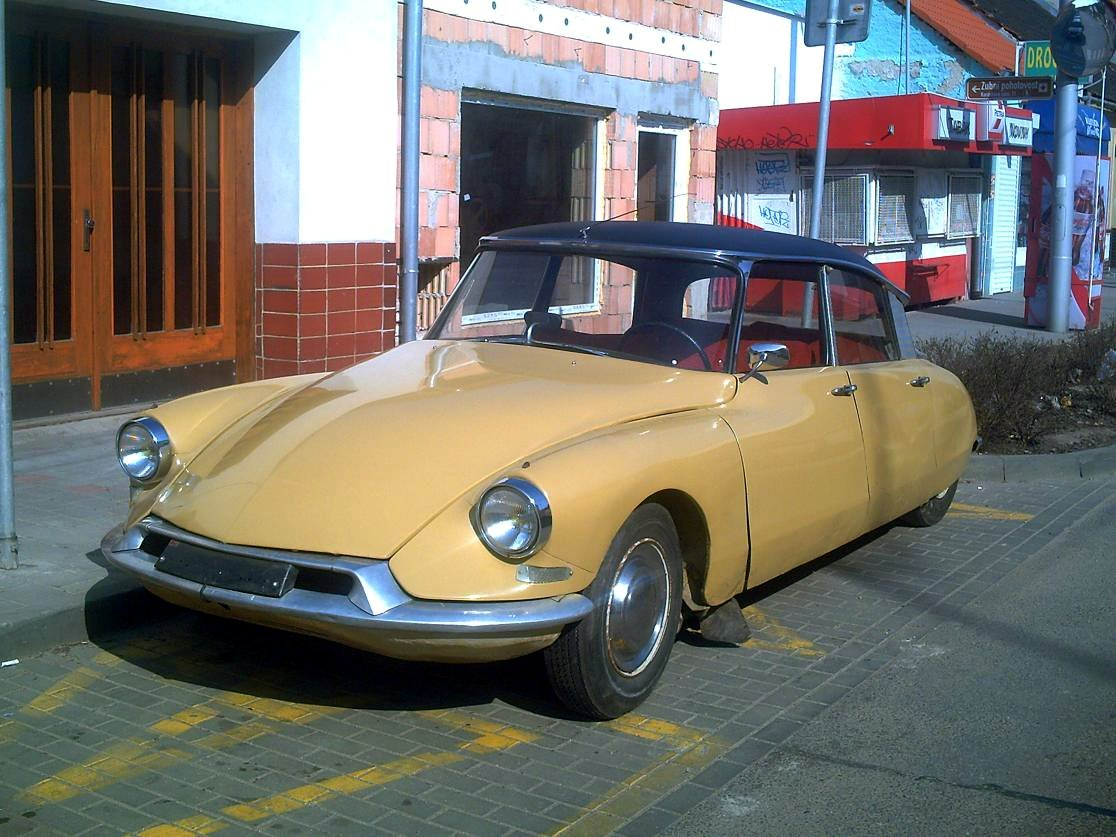
パッダ（padda）と呼ばれるシトロエン

## 登場人物
クルト・ヴァランダー
イースタッド警察、刑事
リードベリ
イースタッド警察、刑事（鑑識）
アネッテ・ブロリン
検察官
ヨハネス・ルーヴグレン
農民
マリア・ルーヴグレン
ヨハネスの妻